# Milorad Ivić
Milorad Ivić je srpski pesnik, rođen 22. oktobra 1962. godine u Novom Selu kod Prištine. Jedno vreme radio je u Jedinstvu i Skupštini grada Priština do bombardovanja 1999. godine. Nakon izgona iz Prištine živi u Smederevu, sa ženom Gordanom i sinovima Filipom i Aleksandrom. Radi u Beogradu.

## Bibliografija

### Knjige pesama
- "Nebesa u bunaru" (Altera, Beograd, 1992. god.),
- "Slepi konjanik" (Novi svet, Priština, 1994. god.),
- "Kamen u voću" (Gutenbergova galaksija, Beograd - Valjevo, 1997. god.),
- "Čarobna kutija puna grešaka" (Novi svet, Priština, 1998. god.),
- "Zametnute ptice" (Panorama, Priština - Beograd, 2003)
- "Ne mogu da smislim ovaj grad" (Vranjske knjige, Vranje, 2004. god.)
- "Nešto dolazi" (Vranjske knjige, Vranje, 2008. god.)
- "Najbolje pesme" (Vranjske knjige, Vranje, 2009. god.)

### Knjige kratkih priča
- "Priče sa jezerske terase" (Gutenbergova galaksija, Beograd, 2001. god.)

## Nagrade
Dobitnik je nagrada Srpske duhovne riznice (za pesmu),
Jedinstva (za priču), Novog sveta i Književnog društva Kosova i Metohije (za knjigu godine), Smederevski Orfej, 2004. i 2006. god. i Gračanička povelja Vidovdanskog pesničkog pričešća, 2007. godine.
Zastupljen je u bilingualnoj antologiji pedeset pesama srpskih i američkih pesnika "Petice - Fives"
(Contact Line and Cross-Cultural Communications Belgrade and New York/Beograd, 2002) u zbornicima
i antologijama priređivača i antologičara Raše Perića, Danice Andrejević, Aleksandra B. Lakovića, Dejana Tomića, Ratka Popovića, i dr.
Pesme su mu prevođene na engleski i turski jezik.

## O pesniku
"Bogatstvo ove poezije jeste u njenoj misaonosti, skrivenim slikama, odgonetkama
vremena." (Ratko Deletić).
"Ivić ima tihi humor koji prožima njegove pesme,što prikazuje ekstremna stanja i patnje, što ga čini posebno originalnim. "
(Biljana Obradović).
"...nije uvek jednostavno otkrivanje inicijalnih impulsa zbog pesnikove prikrivene potrebe da sve sažme, svede na relacije koje će posredstvom jezika dovoljno kontolisati za postupak ostvarivanja smislova, a, s druge strane, i da činioce ličnog mikrokosmosa proširi na kosmičku beskonačnost..."(Zoran S. Nikolić).
"Ovaj kultivisani rapsod stamenim razvojem svog lirskog talenta teži suštinama i spiritusu, redukovanom jeziku i kondezovanoj emociji" (dr Danica Andrejević).
"Dve su bitne odlike Ivićevih slika i reči saobraženih prostoru realne i zamislive veličine. Prva odlika je zavidna dubina značenja, odnosno porekla njegovih reči i osmišljenih slika, a druga je pesnikov prijemčiv osećaj za meru i svedenost...(Aleksandar B. Laković)